# آنتونی براون
آنتونی ادوارد تادور براون (متولد ۱۱ سپتامبر ۱۹۴۶، در شفیلد انگلستان) نویسنده و تصویرگر انگلیسی در کتاب‌های کودکان به ویژه کتاب‌های تصویری، با پنجاه عنوان کتاب است. وی برای سهم ماندگار خود به عنوان تصویرگر کودک، برنده جایزه بین‌المللی دوسالانه هانس کریستین اندرسن در سال ۲۰۰۰ شد. براون، مقام افتخاری برنده جایزه کودکان و نوجوان بریتانیا برای سال‌های ۲۰۰۹ تا ۲۰۱۱ را به دست آورد.

## آثار
- از طریق سحر و جادو آینه (حامیش همیلتون، ۱۹۷۶)
- پیاده‌روی در پارک (همیلتون، ۱۹۷۷)
- خرس هانت (همیلتون، ۱۹۷۹)
- ببین من چه کردم! (کتاب‌های جولیا مکرا، ۱۹۸۰)
- خرس به شهر می‌رود (همیلتون، ۱۹۸۲)
- گوریل (مکرا، ۱۹۸۳) مدیکال مدال کیت گرینوی برای تصویربرداری[۸] و امیل[۹]
- ویلی ویمپ (مکرا، ۱۹۸۴)
- ویلی قهرمان (مکرا، ۱۹۸۵)
- Piggybook (مکرا، ۱۹۸۶)
- من کتاب را دوست دارم (MacRae، ۱۹۸۸)
- کتاب خرس کوچک (همیلتون، ۱۹۸۸)
- یک داستان خرس (همیلتون، ۱۹۸۹)
- چیزهایی که من دوست دارم (مکرا، ۱۹۸۹)
- تونل (مکرا، ۱۹۸۹)
- تغییرات (MacRae، ۱۹۹۰)
- ویلی و هاو (مکرا، ۱۹۹۱)
- باغ وحش (MacRae، ۱۹۹۲) - مدال گرینوی مدال[۱۰]
- کودک بزرگ: کمی شوخی (مکرا، ۱۹۹۳)
- ویلی جادوگر (مکرا، ۱۹۹۵)
- ویلی رؤیای (واکر، ۱۹۹۷)
- صداها در پارک (دوبله، ۱۹۹۸) —winner of Emil
- پدر من (دوبله، ۲۰۰۰)
- تصاویر ویلی (واکر، ۲۰۰۰) - با قدردانی از گرینویا[۱۱] [الف]
- آنتونی براون نمایشگاه حیوانات را به نمایش می‌گذارد: پاپ آپ تماشایی (واکر، ۲۰۰۲)
- بازی شکل (MacRae، ۲۰۰۳)
- درون جنگل (مکرا، ۲۰۰۴)
- مادر من (دوبله، ۲۰۰۵)
- احمق بیلی (واکر، ۲۰۰۶)
- برادر من (دوبله، ۲۰۰۷)
- زیبایی کمی (واکر، ۲۰۰۸)
- من و شما (دوبله، ۲۰۱۱) - بازگو کردن داستان سه خرس در یک محیط معاصر
- بازی بازی Shape (واکر، ۲۰۱۱)
- چگونه احساس می‌کنید؟ (واکر، ۲۰۱۱، شابک ‎۹۷۸۱۴۰۶۳۳۰۱۷۵)
- One Gorilla, A Counting Book (واکر، ۲۰۱۲)
- چه می‌شود اگر.. . ؟ (دوبله، ۲۰۱۳)
- داستان‌های ویلی (واکر، ۲۰۱۴)
- فریدا و خرس (واکر، ۲۰۱۵)
- ویلی و ابر (واکر، ۲۰۱۶)
- مخفی کردن و جستجو کردن (دوبله، ۲۰۱۷، شابک ‎۹۷۸۰۸۵۷۵۳۴۹۱۰)
- هانسل و گرتل برادران گریم (مکرا، ۱۹۸۱)
- بازدیدکنندگانی که توسط آنالینا مک آفی ماندند (هامیلتون، ۱۹۸۴) - برنده جایزه ادبیات جوانان آلمان در سال ۱۹۸۵ برای کتب تصویری در ترجمه به زبان آلمانی
- تق تق! کی اونجاست؟ توسط سالی گریندلی (همیلتون، ۱۹۸۵)، کتاب تصویری
- Kirsty بهترین اثر آنالنا مک آفی را می‌داند (مکرا، ۱۹۸۷)، کتاب تصویری
- ماجراهای آلیس در سرزمینهای عجایب لوئیس کارول (MacRae، ۱۹۸۸) - نسخه ای از کلاسیک ۱۸۶۵، بسیار مورد تحسین Greenaway[۱۱] [الف] و برنده امیل[۹]
- دنباله ای از سنگها توسط گوئن اشتراوس (MacRae، ۱۹۹۰)، کتاب تصویری
- The Shimmy Night نوشته گون استراوس (MacRae، ۱۹۹۱)، کتاب تصویری
- باغ Topiary اثر جانی هوکر (همیلتون، ۱۹۹۳)، داستانهای کوتاه ۱۹۹۱ منتشر شده‌است
- کینگ کنگ آنتونی براون (MacRae، ۱۹۹۴) - از داستان تازه منتشر شده در سال ۱۹۳۲ از کینگ کنگ
- The Daydreamer توسط Ian McEwan (نیویورک: هارپر کالینز، ۱۹۹۴)، رمان
- آنتونی براون، اجرای بازی شکل توسط جو براون (دوبله، ۲۰۱۱)، بیوگرافی